# George Flom
George Tobias Flom, född 12 april 1871, död 4 januari 1960, var en norsk-amerikansk språkforskare.
George Flom blev professor i skandinaviska språk och engelsk filologi vid Iowa State University 1900 och vid University of Wisconsin–Madison 1927. Han utgav en mängd skrifter i nordisk, framför allt fornnorsk språkvetenskap och var flitigt verksam som textutgivare. Han utgav även en översättning av Esaias Tegnérs Frithiofs saga och redigerade under många år Journal of English and Germanic Philology.